# Гаррісвілл (Пенсільванія)
Гаррісвілл (англ. Harrisville) — місто (англ. borough) в США, в окрузі Батлер штату Пенсільванія. Населення — 819 осіб (2020).

## Географія
Гаррісвілл розташований за координатами 41°8′11″ пн. ш. 80°0′39″ зх. д. / 41.13639° пн. ш. 80.01083° зх. д. (41.136407, -80.010746).  За даними Бюро перепису населення США в 2010 році місто мало площу 2,09 км², з яких 2,08 км² — суходіл та 0,01 км² — водойми.

## Демографія
Згідно з переписом 2010 року, у селищі мешкало 897 осіб у 325 домогосподарствах у складі 224 родин. Густота населення становила 429 осіб/км².  Було 345 помешкань (165/км²).
Расовий склад населення:
| - 96,9 % — білих - 1,2 % — чорних або афроамериканців - 0,1 % — корінних американців |

До двох чи більше рас належало 1,2 %. Частка іспаномовних становила 1,0 % від усіх жителів.
За віковим діапазоном населення розподілялося таким чином: 20,1 % — особи молодші 18 років, 57,5 % — особи у віці 18—64 років, 22,4 % — особи у віці 65 років та старші. Медіана віку мешканця становила 44,6 року. На 100 осіб жіночої статі у селищі припадало 96,7 чоловіків;  на 100 жінок у віці від 18 років та старших — 98,1 чоловіків також старших 18 років.
Середній дохід на одне домашнє господарство  становив 60 699 доларів США (медіана — 52 708), а середній дохід на одну сім'ю — 69 573 долари (медіана — 62 500). Медіана доходів становила 42 917 доларів для чоловіків та 32 163 долари для жінок. За межею бідності перебувало 6,7 % осіб, у тому числі 7,7 % дітей у віці до 18 років та 11,1 % осіб у віці 65 років та старших.
Цивільне працевлаштоване населення становило 418 осіб. Основні галузі зайнятості: освіта, охорона здоров'я та соціальна допомога — 27,3 %, роздрібна торгівля — 13,2 %, виробництво — 12,2 %.